# Balanç de blancs

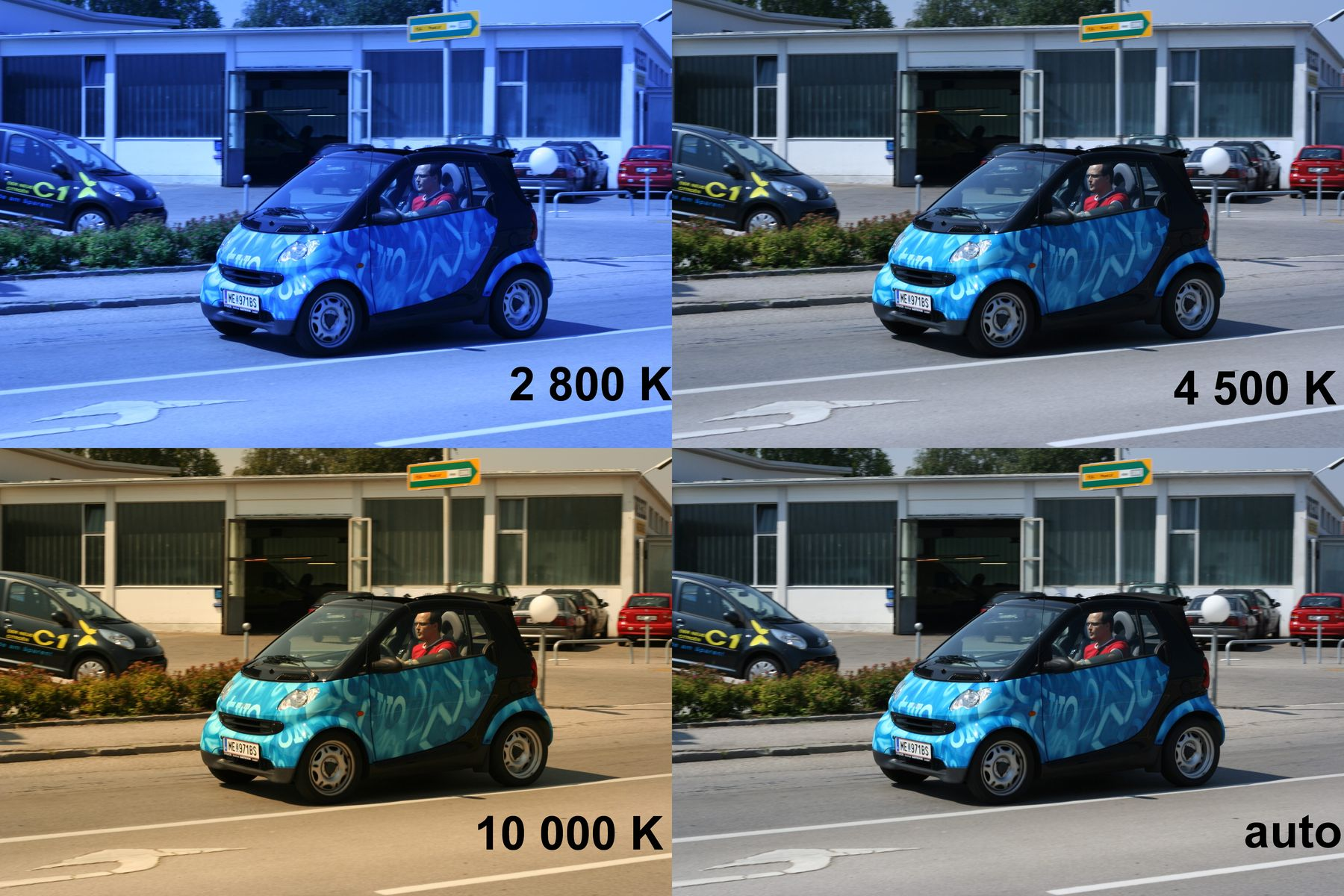
La mateixa imatge amb 4 paràmetres diferents de balanç de blancs. Un ajustament incorrecte produeix dominants de color, especialment evidents en els tons neutres en les 2 imatges de l'esquerra.

En fotografia i en el processament digital d'imatges, el  "balanç de blancs" ,  "equilibri de color"  o  "equilibri de blancs"  és un ajust electrònic que aconsegueix una reproducció de color correcta sense mostrar dominants de color, que són especialment notables en els tons neutres (el blanc i els diferents tons de gris), amb independència del tipus de llum que il·lumina l'escena. Es pot realitzar de forma contínua, automàtica o manual.

## Necessitat del balanç de blancs
Els colors capturats per les càmeres depenen, com és evident, de la il·luminació. La llum que travessa l'objectiu i excita el sensor (CCD o CMOS) o la pel·lícula no és sempre la mateixa. Pot ser natural o artificial, i dins d'aquestes, n'hi ha de diferents tipus que depenen d'una sèrie de característiques diferenciadores. Una d'elles és precisament la temperatura de color, que expressa la dominant de color d'una font de llum determinada, que varia segons la distribució espectral de l'energia.
El principal problema que plantejava la temperatura de color a la càmera fotogràfica analògica, era que no podia distingir si la llum present era blanca pura o no. Les pel·lícules es calibren, en general, per la llum del dia, la temperatura de color és idèntica a la llum del flaix. A més també es feien servir filtres fotogràfics de color per contrarestar els efectes de la temperatura de color.
En condicions de llum natural, l'energia lumínica està distribuïda de manera aproximadament igual en les tres components de color (RGB). No obstant això, amb il·luminació artificial és molt probable que una de les components de color sigui més important que les altres. Per exemple, en la il·luminació de tungstè predomina la component vermella, molt útil en escenaris càlids on predominen els tons vermellosos.
Una càmera no té la possibilitat de processar la llum com ho fa el cervell humà, ja que està calibrada de manera que el sensor (CCD o CMOS) identifica com a llum blanca, una llum amb una determinada temperatura de color: la llum solar. Els efectes de la il·luminació a la imatge es poden compensar actuant a la cambra sobre el guany de cadascun dels components del color.

## Descripció
La majoria de les càmeres digitals porta incorporat almenys un sistema de balanç de blancs automàtic. Aquest el que fa és ajustar la part més brillant de l'escena perquè aparegui com a color blanc, i la menys brillant com negre.
Algunes càmeres digitals disposen d'opcions més avançades que l'ajustament automàtic, però no completament manuals, donant així algunes opcions més de l'automàtic:
- Interiors o tungstè: S'ajusta el balanç de blancs assumint que es troba en un espai il·luminat per llum incandescent o halògena (il·luminació típica de la llar: bombeta).
- Sol: S'ajusta assumint que es troba en un espai exterior amb un temps assolellat o ennuvolat de gran lluminositat.
- Ombra: S'ajusta assumint que es troba en un espai exterior en condicions d'ombra o de cel molt cobert.
- Fluorescent: S'ajusta assumint que es troba en un espai il·luminat per llum fluorescent.

Aquestes opcions són millors que l'ús automàtica i encara tindrem problemes amb els termes mitjans, durant l'alba o el capvespre, en què la llum del sol ha de travessar una major longitud en les capes de l'atmosfera que envolten la terra. Això modifica la coloració de la llum, la qual poques vegades notem, ja que ens és massa quotidià.
L'ajustament manual del balanç de blancs a les càmeres digitals actuals s'ha simplificat notablement i només cal enfocar la càmera cap a un full de paper o objecte blanc i prémer el botó de calibratge de blancs. D'aquesta manera, el guany de les tres components de color s'ajusta automàticament per tal que donin el mateix nivell de senyal sota aquestes condicions d'il·luminació. D'aquesta manera, els colors obtinguts en la nostra imatge s'apropessin el màxim possible als colors reals de l'escena fotografiada.

## Implementació programari del Balanç de blancs
El balanç de blancs és una operació programari que altera els nivells de la imatge. Es podria pensar que és un procés de gran complexitat tècnica donat el complicat que és desfer-se de dominants indesitjades un cop la imatge ha estat revelada amb un balanç de blancs insatisfactori.
Res més lluny de la realitat, la càmera (en estirar a JPEG) o el nostre revelador (en estirar a RAW) implementen el balanç de blancs com un simple escalat de tots els nivells RGB per un valor quan la imatge està encara en estat lineal (per això és tan complicat corregir a posteriori en imatges amb gamma compensada), existint un factor diferent per a cada canal. Així per exemple, i si prenem com a referència el canal verd (que deixem inalterable), per aplicar un balanç de blancs 'tungstè' a la Canon 350D s'utilitzen uns factors: R: 1.392498, G: 1.000000 i B: 2.375114, és dir tots els nivells vermells s'incrementen en un 39% i els blaus en un 138% respecte als seus valors lineals de partida, tan simple com això.